# HD 64760
HD 64760，又名CD-47 3396，SAO 219111、HR 3090，是一颗恒星，视星等为4.24，位于銀經262.06，銀緯-10.42，其B1900.0坐标为赤經7h 50m 21.8s，赤緯-47° -10.42′ 31″。